# تور دو فرانس ۱۹۰۶
تور دو فرانس ۱۹۰۶ چهارمین دورهٔ مسابقات دوچرخه‌سواری جادهٔ تور دو فرانس بود که از ۴ تا ۲۹ ژوئیه در فرانسه برگزار شد. در این دوره برای دومین بار از سیستم امتیازی برای رده‌بندی رکابزنان استفاده شد. رکابزنان مسیر ۴۶۳۷ کیلومتری مسابقه را در ۱۳ مرحله طی کردند. برای نخستین بار، سربالایی‌های ماسیف سانترال در این دورهٔ تور گنجانده شد. مشابه دوره‌های پیشین، تقلب و خرابکاری در مسابقه وجود داشت. چهار رکابزن به دلیل استفاده از قطار به عنوان میانبر رد صلاحیت شدند و تماشاگران سوزن در جاده می‌ریختند. با این حال، رنه پوتیه که فاصلهٔ زیادی در مراحل اول ایجاد کرده‌بود، با اقتدار قهرمان تور شد.

## نوآوری‌ها و تغییرات
آنری دگرانژ، برگزار کنندهٔ تور، که از افزایش مسیر تور ۱۹۰۵ راضی بود، تصمیم گرفت مراحل بیشتری در تور ۱۹۰۶ بگنجاند. معرفی مراحل کوهستانی نیز موفقیت‌آمیز بود؛ بنابراین در این دوره، افزون بر ووژ، ماسیف سانترال نیز در تور گنجانده شد. با افزایش طول مسابقه، تقریباً همهٔ مرز فرانسه در تور طی شد.
در تور ۱۹۰۵ سیستم امتیازی به اندازهٔ کافی در کاهش تقلب مؤثر بود؛ بنابراین برگزار کنندگان تور دوباره از آن در تور ۱۹۰۶ با تغییراتی استفاده کردند. در تور ۱۹۰۵ اختلاف زمانی اثراتی در امتیاز داشت؛ ولی در تور ۱۹۰۶ فاصلهٔ زمانی بی‌اثر شد و امتیازات تنها بر پایهٔ ترتیب رسیدن رکابزنان به خط پایان داده می‌شد. در مرحلهٔ هشتم تنها ۱۶ رکابزن از خط پایان گذشتند و نتایج هشت مرحلهٔ نخست دوباره محاسبه شد و امتیازات میان رکابزنان باقیمانده توزیع شد.
برای نخستین بار تور به بیرون مرزهای فرانسه رفت. بخشی از مرحلهٔ دوم در قلمرو آلمان برگزار شد و در مراحل بعد، رکابزنان وارد ایتالیا و اسپانیا شدند.
در تور ۱۹۰۶ برای نخستین بار مثلث قرمز که نشان دهندهٔ یک کیلومتر پایانی بود، استفاده شد.

## شرکت کنندگان
۱۰۰ رکابزن برای مسابقه ثبت نام کردند که تنها ۷۶ نفر در خط شروع حاضر شدند. یکی از غایبان مهم، آنری کورنه قهرمان تور ۱۹۰۴ بود. ۴ رکابزن بلژیکی، یک رکابزن لوکزامبورگی، ۲ رکابزن آلمانی و بقیه فرانسوی بودند. رکابزنان به صورت تیمی در مسابقه شرکت نداشتند، ولی برخی دارای حامی مالی یکسانی بودند، هرچند اجازهٔ همکاری با یکدیگر را نداشتند.